# Florian Ruck
Florian Ruck (* 6. Februar 1992 in Bad Mergentheim) ist ein ehemaliger deutscher Fußballspieler. Der Innenverteidiger stand zuletzt beim SC Paderborn 07 unter Vertrag.

## Karriere
Ruck begann seine Karriere beim TSV Markelsheim und spielte später für den FSV Hollenbach. 2008 wechselte er in die Jugend der TSG 1899 Hoffenheim. Ab der Saison 2010/11 kam er für die zweite Mannschaft der Kraichgauer zum Einsatz, die zunächst in der Regionalliga Süd und ab 2012/13 in der neu gegründeten Regionalliga Südwest spielte. In der Saison 2014/15 führte er die Mannschaft als Kapitän aufs Feld.
Zur Saison 2015/16 wechselte Ruck zum damaligen Zweitligisten SC Paderborn 07. Am 14. August 2015 debütierte er bei der 0:6-Niederlage im Heimspiel gegen den SV Sandhausen in der 2. Bundesliga, nachdem er in der 60. Minute für Mahir Sağlık eingewechselt worden war. Am Saisonende stieg er mit Paderborn in die 3. Liga ab, verlängerte seinen Vertrag aber bis 2018. Nach der Spielzeit 2016/17 löste Ruck seinen Vertrag in Paderborn auf und beendete seine Karriere, um in Bad Mergentheim eine Ausbildung zum Physiotherapeuten zu beginnen.